# Acquedolci
Acquedolci ist eine Stadt und Gemeinde der Metropolitanstadt Messina in der Region Sizilien in Italien mit 5485 Einwohnern (Stand 31. Dezember 2023).

## Lage und Daten
Acquedolci liegt 106 km westlich von Messina an der Küste des Tyrrhenischen Meeres. Die Einwohner arbeiten hauptsächlich in der Landwirtschaft, in der Fischerei und im Tourismus.
Die Nachbargemeinden sind Caronia, San Fratello und Sant’Agata di Militello.

## Geschichte
Der Ort wurde 1922 nach einem Erdrutsch in San Fratello gegründet. Acquedolci war bis 1969 ein Ortsteil von San Fratello. Seit dem 15. Jahrhundert befindet sich hier ein Thunfischfangplatz und eine Ladestelle zum Verladen von Getreide auf Schiffe.

## Sehenswürdigkeiten

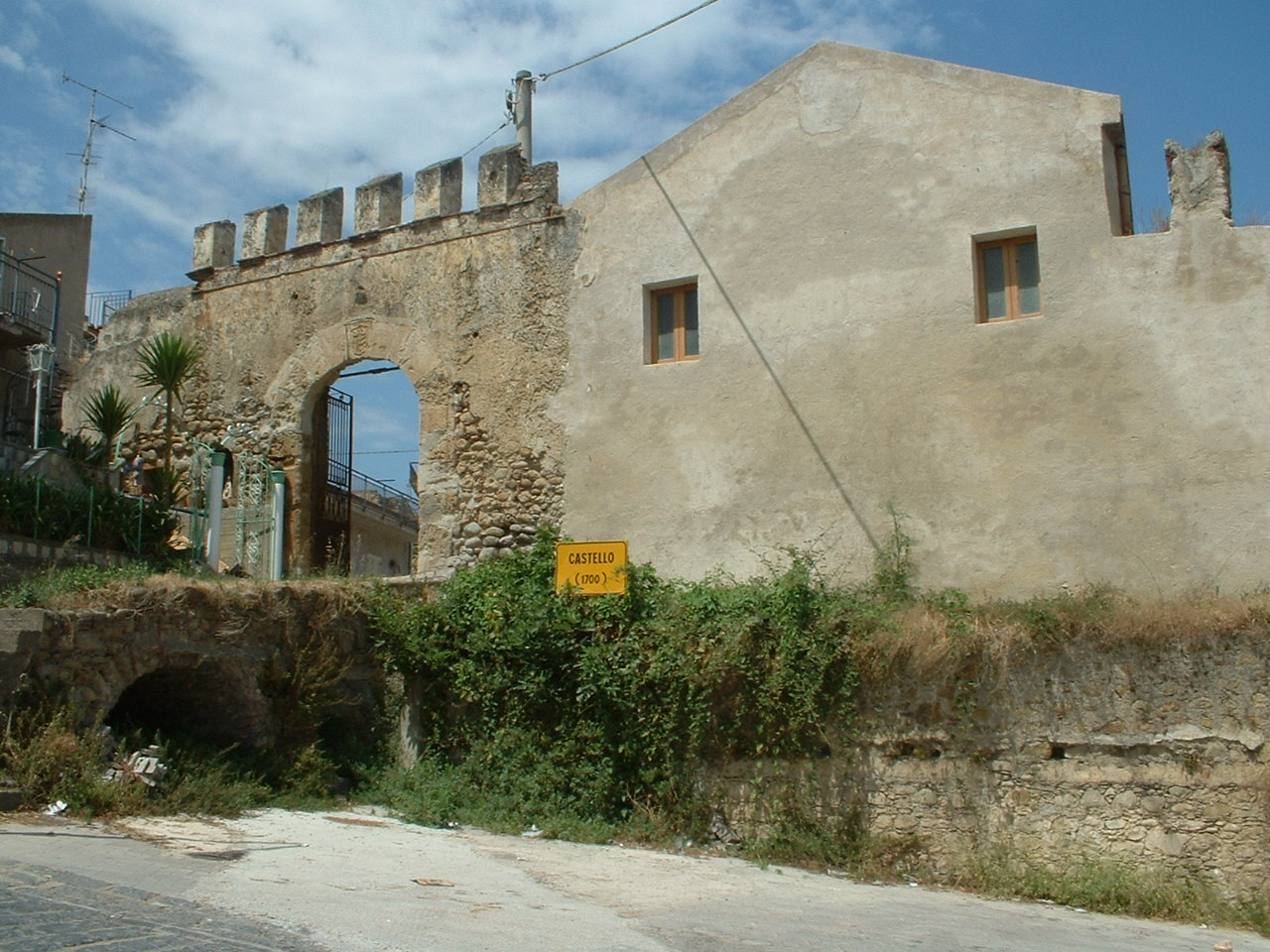
Zugang zum Kastell

Im Ort befindet sich eine Burg aus dem Mittelalter, die im Laufe der Zeit vollständig umgebaut wurde. In der Nähe befindet sich die Grotte von San Teodoro, ein archäologischer Fundort, in der Funde aus der Steinzeit, die bis zu 20.000 Jahre alt sind, zum Vorschein kamen. Bemerkenswert ist der Fund von vier männlichen und drei weiblichen Skeletten, darunter das älteste weibliche Skelett, das bisher auf Sizilien entdeckt wurde. Die Funde, zu denen u. a. auch Steinwerkzeuge und Schmuck aus Haifischzähnen gehören, sind im Museo Geologico Gemmellaro in Palermo ausgestellt und  geben Rückschlüsse über die Lebensweise der ältesten Bewohner Siziliens.